# Bataille du détroit de Blackett
Pour les articles homonymes, voir Blackett.
Seconde Guerre mondiale - Pacifique
Batailles
Terrestres : 
- Invasion de Tulagi
- Guadalcanal
- Opération Ke
- Nouvelle-Géorgie
- Vella Lavella
- Îles du Trésor
- Choiseul
- Bougainville
- Îles Green

Navales :
- Détroit de Blackett
- I-Go
- Bataille du golfe de Kula
- Kolombangara
- Golfe de Vella
- Vella Lavella (navale)
- Baie de l'Impératrice Augusta
- Horaniu
- Cap Saint-George

La bataille du détroit de Blackett est une bataille navale de la guerre dans le Pacifique pendant la Seconde Guerre mondiale, qui a eu lieu dans la nuit du 5 au 6 mars 1943 entre la marine impériale japonaise et la marine américaine. La bataille, qui s'insère dans le cadre de la campagne des îles Salomon, a eu lieu dans le détroit de Blackett entre l'île de Kolombangara et l'île de Arundel dans les îles Salomon.

## Bataille
Après la victoire américaine dans la bataille de Guadalcanal, les opérations dans les Salomon se déplacèrent vers l'ouest de l'archipel, où les Japonais maintenaient une garnison importante sur Kolombangara. La nuit du 5 ou 6 mars 1943, les destroyers japonais Murasame et Minegumo, commandés par le lieutenant Yoji Tanegashima apportaient du matériel à la base japonaise de Vila, sur Kolombangara.
Alors que les deux destroyers se retirent après avoir fait leur livraison, ils entrent en contact avec la Task Force 68, commandée par le contre-amiral Aaron Merrill et formée de trois croiseurs (l'USS Montpelier, l'USS Cleveland et l'USS Denver) et trois destroyers (USS Conway (DD-507), USS Cony (DD-508) et USS Waller (DD-466)), qui venaient de bombarder les positions japonaises à Vila.
Après une courte bataille, les deux destroyers japonais sont coulés. 53 survivants du Murasame et 122 survivants du Minegumo réussissent à rejoindre les lignes japonaises.

## Sources
- (en) Cet article est partiellement ou en totalité issu de l’article de Wikipédia en anglais intitulé « Battle of Blackett Strait » (voir la liste des auteurs).